# Reginald Thomas Foster

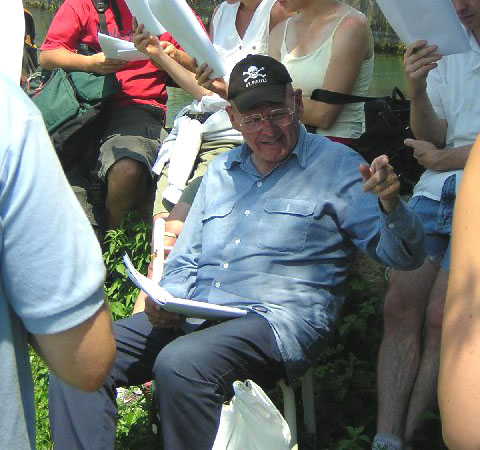
Reginald Foster in Arpino

Reginald Thomas Foster OCD (* 14. November 1939 in Milwaukee; † 25. Dezember 2020 ebenda) war ein US-amerikanischer Latinist und römisch-katholischer Ordensgeistlicher. Er galt als einer der weltweit führenden Experten für die lateinische Sprache.

## Leben
Foster wuchs in einer Klempnerfamilie auf; sein Vater, seine Brüder und Onkel waren Klempner. Er trat mit 13 Jahren in das Kleine Seminar ein und wechselte zwei Jahre später an das Seminar in Peterborough (New Hampshire). 1959 trat er der Ordensgemeinschaft der Unbeschuhten Karmeliten bei und studierte ab 1962 Theologie in Rom.
1970 übernahm er auf Empfehlung von Carlo Egger, Abtprimas der Augustiner-Chorherren, Latinist und Neulateiner, trotz der Einwände des Generalprokurators seines Ordens die Nachfolge von Amleto Tondini im Amt für lateinische Briefe im Staatssekretariat der Römischen Kurie. Er arbeitete von 1969 bis 2009 für die Päpste Paul VI., Johannes Paul I., Johannes Paul II. und Benedikt XVI. Zu seinen Aufgaben als päpstlicher Lateinsekretär gehörte die Übersetzung wichtiger Texte des päpstlichen Lehramtes ebenso wie das Benennen von Straßenschildern im Vatikan. Gelegentlich wurde er beauftragt, päpstliche Glückwunschschreiben und Grußadressen – auch ohne eine Vorlage – unmittelbar in Latein zu verfassen.
Foster pflegte in Rom einen asketischen Lebensstil; er schlief unter einer dünnen Decke auf dem Fußboden und verschenkte alle Geschenke außer Büchern. Statt der üblichen Soutane, die sich seiner Ansicht nach zu sehr von der Kleidung der Armen abhob, trug er einfache blaue Hosen und Hemden, schwarze Turnschuhe und bei kaltem Wetter eine blaue Windjacke aus Polyester. Die Gardisten der Schweizergarde nannten ihn deshalb il benzinaio (der Tankwart), und es gab Beschwerden über seine äußere Erscheinung.
Neben seiner hauptberuflichen Tätigkeit als Sekretär des Papstes war Foster auch als Priester tätig, unterrichtete Studenten und hatte eine wöchentliche Sendung bei Radio Vatikan, The Latin Lover. Ab 1977 gab er zehn Lateinkurse pro Jahr an der Päpstlichen Universität Gregoriana. 1985 richtete er auf Bitten von Studenten zusätzlich eine achtwöchige kostenlose Sommerschule ein, Aestiva Romae Latinitas (Lateinischer Sommer in Rom) genannt. Die Universität entließ ihn im Jahr 2006, weil er zu vielen Studenten erlaubt hatte, ohne Bezahlung an seinem Unterricht teilzunehmen. Daraufhin gründete Foster im November 2006 seine eigene freie Academia Romae Latinitatis, auch bekannt als Istituto Ganganelli, die ab 2007 an der Piazza Venezia in Rom untergebracht war und kostenfreien Unterricht in Latein anbot. Er war berühmt für seine umfassende Kenntnis des Textkorpus des Klassischen Latein und der Stilistik der Autoren der Goldenen Latinität und Silbernen Latinität.
Im Jahr 2008 brach Foster während des Unterrichts zusammen und musste ins Krankenhaus eingeliefert werden. Er wurde zurück in die USA geflogen, wo er in einem Pflegeheim in Greenfield weiterbehandelt wurde. Zunächst vom Vatikan beurlaubt, trat er 2009 offiziell in den Ruhestand. Er lebte in Milwaukee, wo er weiterhin kostenlosen Lateinunterricht an der Universität Milwaukee gab. Ab März 2017 unterrichtete er in seinem Pflegeheim. Er starb im Alter von 81 Jahren, nachdem er positiv auf COVID-19 getestet worden war.

## Lateinische Sprache
Foster galt als international anerkannte Autorität in Fragen der lateinischen Sprache und als Experte für lateinische Literatur, insbesondere Cicero. Er lehrte Latein als lebende Sprache und war maßgeblich an dem 1992 bis 1997 von der päpstlichen Stiftung „Latinitas“ herausgegebenen „Lexicon recentis Latinitatis“ beteiligt, einem Wörterbuch mit lateinischen Übersetzungen moderner Begriffe wie Computer („instrumentum computatorium“), Twitter („breviloquentia“) oder Rock ’n’ Roll („tumultuatio“).

## Mediale Rezeption
Während seiner Zeit in Rom war Foster wegen seiner unverblümten Meinungsäußerungen ein beliebter Gesprächspartner für Journalisten. 2008 interviewte Bill Maher ihn für seinen Dokumentarfilm Religulous – Seeing is Believing. 2018 drehte David Boffa über Foster die Dokumentation Reginaldvs: From Milwaukee to the Vatican.

## Schriften (Auswahl)
- mit Daniel Patricius McCarthy: Ossa Latinitatis sola ad mentem Reginaldi rationemque. The mere bones of Latin according to the thought and system of Reginald. Washington, D.C. 2016, ISBN 978-0-8132-2832-7.